# 대한해부학회
대한해부학회(Korean Association of Anatomists)는 1947년 10월 20일 대한민국의 해부학자들에 의해 서울대학교 의과대학 캠퍼스로 쓰는 대학병원 구내 소오식당에서 창립되었으며 창립 당시 이름은 조선해부학회였다. 1947년 10월 30일에는 조선의학협회(현 대한의사협회)에 학술단체로 가입하여 조선의학협회의 한 분과학회가 되었다. 1949년 10월 22일에는 이름을 대한해부학회로 바꾸었다. 1950년대 말까지는 발표 논문 숫자가 10여 편에 지나지 않았고, 학회에도 10~20여명이 참석하는 등 활성화되지 않은 학회였다. 그러나 1960년대부터 학회 참가인원도 50여명으로 늘어나는 등 활성화되었다. 현재 대한민국의 해부학 용어 표준을 정하는 일을 한다.

## 같이 보기
- 해부학
- 대한의학회
- 대한의사협회
- 대한화학회
- 한국물리학회
- 대한수학회

## 참조
1. ↑  조선의학협회가 모태… 대한민국 최강의 이익단체 http://weekly.donga.com/List/3/all/11/89969/1 보관됨 2016-03-06 - 웨이백 머신